# Oliver Hudson
Oliver Rutledge Hudson (* 7. září 1976, Los Angeles, Kalifornie, Spojené státy americké) je americký herec. Nejvíce se proslavil rolí Adama Rhodese v seriálu stanice CBS Pravidla zasnoubení (2007–13), rolí Jeffa Fordmana v seriálu Nashville, rolí Wese Gardnera ve Scream Queens a rolí Martina v seriálu Splitting Up Together.
Je synem Goldie Hawn a Billa Hudsona a bratrem Kate Hudson.

## Životopis
Narodil se v Los Angeles v Kalifornii, je synem herečky Goldie Hawn a muzikanta Billa Hudsona. Poté, co se jeho rodiče v roce 1980 rozvedli, on a jeho sestra, herečka Kate Hudson, byli vychováváni v Coloradu jejich matkou a jejím partnerem, hercem Kurtem Russellem. Má čtyři nevlastní sourozence: z manželství jeho biologického otce s herečkou Cindy Williams Emily a Zacharyho, Lalaniu z dalšího vztahu jeho otce z roku 2006 a Wyatta ze vztahu jeho matky a Kurta Russella.

## Kariéra
V roce 1999 se objevil v komediálním filmu Burani ve městě, po boku jeho matky. Později si zahrál v několika filmech, jako The Smokers a Going Greek. V roce 2012 si zahrál hlavní roli v seriálu stanice The WB My Guide to Becoming a Rock Star. Ve vedlejší roli Eddieho Doiinga se objevila v seriálu Dawsonův svět.

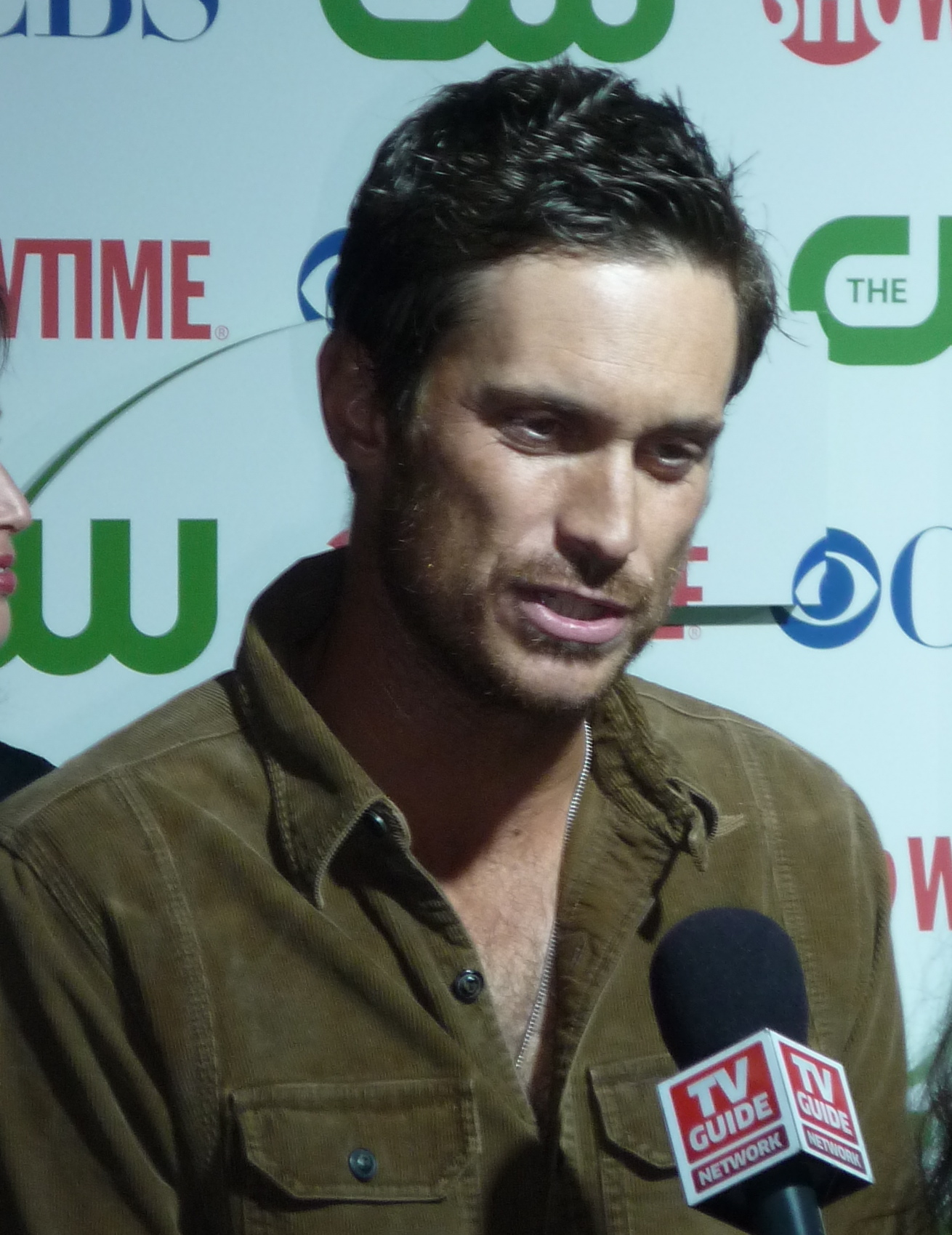
Oliver Hudson v roce 2010

Mezi lety 2004 a 2005 hrál v seriálu stanice WB Zimní ráj, seriál byl však zrušen po 13 epizodách. V roce 2006 si zahrál ve filmech Krutá rasa a Černé Vánoce. S Claire Forlani si zahrál v televizním filmu Nora Roberts: Lesní jezírko. Mezi lety 2007 a 2013 hrál roli Adama Rhodese v seriálu stanice CBS Pravidla zasnoubení.
V roce 2013 byl obsazen do vedlejší role Jeffa Fordhama v druhé sérii seriálu stanice ABC Nashville. Pro třetí sérii byla jeho postava povýšena na hlavní. V roce 2015 byl obsazen do seriálu stanice FOX Scream Queens. Během let 2018–2019 hrál v seriálu stanice ABC Na hromádce s ex, který produkovala Ellen DeGeneres.

## Osobní život
Dne 9. června 2006 se oženil s herečkou Erinn Bartlett v Cabo San Lucas v Mexiku. Dvojice má: dva syny, Wildera Brooks Hudsona (narozený 23. srpna 2007) a Bothi Hawna Hudsona (narozený 19. března 2010) a dceru Rio Laura ( narozená v červenci 2013).

## Filmografie
| Rok  | Název                     | Role              | Poznámky                                                          |
| ---- | ------------------------- | ----------------- | ----------------------------------------------------------------- |
| 1999 | Zabijte ho!               | Revolucionář č. 1 |                                                                   |
| 1999 | Burani ve městě           | Alan Clark        |                                                                   |
| 2000 | Rocket's Red Glare        | Hank Baker        |                                                                   |
| 2000 | The Smokers               | David             |                                                                   |
| 2001 | Going Greek               | Ziegler           | Teen Choice Awards v kategorii Nejlepší herec v komediálním filmu |
| 2002 | Lhostejnost               | Josh              |                                                                   |
| 2003 | As Virgins Fall           | Corky Stevens     |                                                                   |
| 2005 | Mr. Dramatic              | Mr. Dramatic      | krátký film                                                       |
| 2006 | Krutá rasa                | John              |                                                                   |
| 2006 | Černé Vánoce              | Kyle Autry        |                                                                   |
| 2008 | Skandály ze života zvířat | TJ                |                                                                   |
| 2013 | Machři 2                  | Kyle              |                                                                   |
| 2014 | Ulička hanby              | Kyle              |                                                                   |
| 2018 | The Christmas Chronicles  | Doug Pierce       |                                                                   |

| Rok       | Název                            | Role             | Poznámky                                                |
| --------- | -------------------------------- | ---------------- | ------------------------------------------------------- |
| 2002      | My Guide to Becoming a Rock Star | Jace Darnell     | hlavní role, 11 dílů                                    |
| 2002–2003 | Dawsonův svět                    | Eddie Doling     | vedlejší role, 16 dílů                                  |
| 2004–2005 | Zimní ráj                        | David Carver Jr. | hlavní role, 13 dílů                                    |
| 2006      | Deset a půl stupně: Apokalypsa   | Will Malloy      | TV film                                                 |
| 2007      | The Weekend                      | Julian           | TV pilot                                                |
|           | Nora Roberts: Lesní jezírko      | Cade Lavelle     | TV film                                                 |
| 2007–2013 | Pravidla zasnoubení              | Adam Rhodes      | hlavní role, 100 dílů                                   |
| 2013–2015 | Nashville                        | Jeff Fordham     | vedlejší role (2. řada), hlavní role (3. řada), 40 dílů |
| 2015–2016 | Scream Queens                    | Wes Gardner      | hlavní role (1. řada), vedlejší role (2. řada), 15 dílů |
| 2016      | Journey Back to Christmas        | Jake             | TV film                                                 |
| 2018      | Medal of Honor                   | Etchberger       | díl: „Richard Etchberger“                               |
| 2018      | The Guest Book                   | Paul             | díl: „Someplace Other Than Here“                        |
| 2018–2019 | Splitting Up Together            | Martin           | hlavní role, 26 dílů                                    |